# Linje 400S
Linje 400S er en buslinje i Storkøbenhavn, som kører mellem Lyngby st. og Ishøj st. Linjen er en del af Movias S-busnet og er udliciteret til Nobina, der driver linjen fra sit garageanlæg i Glostrup. Linjen kører på tværs gennem Københavns forstæder ad Ring 4 og betjener blandt andet Bagsværd, Ballerup og Høje Taastrup undervejs.
Linjen blev oprettet mellem Lyngby st. og Ishøj st. som en af de tre første S-buslinjer 21. oktober 1990. Ved oprettelsen erstattede den linje 154E. I 1993 blev den forlænget fra Ishøj st. til Hundige st. Derudover er der sket omlægninger i Bagsværd i 2012 og i Ishøj i 2016. I 2024 blev den afkortet til Ishøj st. igen.
Som noget usædvanligt for S-busserne kørte linje 400S ikke om aftenen fra 2006 til 2024 men erstattedes her af linje 400 med næsten samme linjeføring men med stop ved alle stoppesteder. I 2024 havde linje 400S og 400 ca. 2,1 mio. passagerer tilsammen. I dagtimerne på hverdage suppleres linje 400S desuden af linje 40E mellem Lyngby og Høje Taastrup st.

## Historie
De første konkrete planer til det, der skulle blive til S-busnettet, fremkom i Kollektiv Trafikplan 1989, hvor det blev foreslået at oprette syv såkaldte "superbuslinjer" i årene 1989-1993 og yderligere efter 1993. Tanken var at de skulle fungere som regionale forbindelser på tværs af de eksisterende S-baner og fjernbaner og samtidig komplettere dem. Rejsehastigheden skulle være høj med få stoppesteder undervejs, og frekvensen og komforten skulle ligeledes være høj. Desuden skulle der være et samlet design- og sloganprogram for hele det nye system. Endelig var det tanken, at de nye linjer ikke bare skulle have numre men også kunne have hver deres navn, der skulle stå med store bogstaver på siden af busserne.
En af de påtænkte linjer var en tværlinje med betegnelsen Superbus "Vestskoven" og linjeføringen Lyngby - Bagsværd - Ballerup - Høje Taastrup - Ishøj - Hundige. Den nye linje ville erstatte ekspresbuslinjen 154E, der kørte tilsvarende mellem Lyngby st. og Ishøj st. Dog ville driften blive udvidet fra 20 minutters drift i dagtimerne mandag-fredag og 30 minutters drift aften og weekend til 20 minutters drift i hele driftstiden. Desuden ville den nye linje fortsætte videre til Hundige st. Navnet "Vestskoven" hentydede til, at linjen passerede gennem Vestskoven i Albertslund.
Linjen blev oprettet som den ene af de tre første linjer i det nye net 21. oktober 1990. Navnet Superbusser var dog blevet ændret til S-busser i mellemtiden, ligesom ideen med navne på de enkelte linjer var blevet droppet til fordel for numre med hele hundreder, i dette tilfælde 400S, idet linjen for en stor dels vedkommende kørte ad Ring 4. Som sådan kørte den fra Lyngby st. via Bagsværd st., Ballerup st. og Høje Taastrup st. til Ishøj st. I forhold til linje 154E, som linjen erstattede, var der dog sket et par omlægninger mellem Høje Taastrup st. og Ishøj st. Hvor linje 154E havde kørt ad Køgevej og Ishøj Bygade, kom linje 400S således til at køre ad Hveen Boulevard og Ishøj Stationsvej. Desuden blev en omvej ad Ishøj Søvej droppet.
Fra starten var det meningen, at komforten skulle være høj på S-busserne med blandt andet fuldturiststole med nakkestøtte og armlæn, mørktonede sideruder, læselamper, bagagehylder, lys ved midtergangen der tillige fik gulvtæppe samt oversigter over både den enkelte linje og hele S-busnettet. Udenpå fik busserne blå/hvide striber i tagkanten og blå destinationsskilte med hvid tekst. Dertil kom så selve rejsetiden, der blev holdt nede ved, at man kun stoppede ved de største stoppesteder.
Men et var de fine intentioner og mange nye tiltag, noget andet var virkeligheden. Da en busentusiast dagen efter oprettelsen noterede hvilke busser, der faktisk var indsat, måtte vedkommende konstatere, at kun tre ud af syv busser på linje 400S var rigtige S-busser. Tre af ikke-S-busserne kunne endda ikke engang skilte korrekt men kørte rundt som linje 400E med grønne destinationsskilte fra ekspresbuslinjer. Ikke desto mindre var successen hurtigt hjemme, og allerede 6. januar 1991 måtte man forstærke driften.
26. september 1993 blev linje 400S forlænget fra Ishøj st. ad blandt andet Ishøj Boulevard og Godsvej til Hundige st. Derefter forløb de næste 13 år uden ændringer af betydning, indtil der den 22. oktober 2006 imidlertid skete den væsentlige ændring, at linjen ophørte med at køre om aftenen, hvor den blev erstattet af en ny linje 400. Den nye linje fik næsten samme linjeføring mellem Lyngby st. og Hundige st. men kørte ad Magleparken i Ballerup og ad Christian X's Allé mod Lyngby st. Desuden fik linje 400 stop ved alle stoppesteder undervejs og erstattede derved også hele linje 156 samt dele af linje 165 og 167 om aftenen. Konceptet, der var enestående blandt S-buslinjerne, var oprindeligt tiltænkt som et forsøg men blev i praksis permanent.
21. oktober 2012 blev linje 400S omlagt i Bagsværd, så den kom til at køre Vadstrupvej - Hillerødmotorvejen i stedet for som hidtil ad Bagsværd Hovedgade. 27. marts 2016 blev den omlagt ved Ishøj st., så der køres til og fra stationen ad Stenbjerggårds Allé i begge retninger. Ved samme lejlighed blev der tyndet lidt ud i kørslen i myldretiden som følge af oprettelsen af linje 40E fra Høje Taastrup st. via Lyngby til Skodsborg st.. Linje 40E supplerer linje 400S men kører via Malmparken st. og Lautrupparken i stedet for Ballerup. Fra 8. oktober 2019 til 17. maj 2020 var linjen omlagt mod Lyngby st. ad Skåne Boulevard syd om City 2 i Høje Taastrup, da Blekinge Boulevard nord om blev ombygget til Bornholms Allé i forbindelse med etableringen af den nye bydel Høje Taastrup C.
Ved køreplansskiftet 15. december 2024 blev linje 400 indlemmet i linje 400S, der derved igen kom til at køre i både dag- og aftentimerne. Samtidig overgik strækningen mellem Ishøj st. og Hundige st. til linje 600S, så den linje får forbindelse til Hovedstadens Letbane på Ishøj st. I forbindelse med køreplansskiftet 29. juni 2025 blev der indført natkørsel på linje 400S nat efter fredag og lørdag.

## Bus rapid transit
I Movia Mobilitetsplan 2020 blev der udpeget fire S-buslinjer, heriblandt linje 400S, der helt eller delvist kunne omdannes til Bus rapid transit (BRT). Det vil omfatte kørsel i busbaner, så trængsel undgås, stationslignende stoppesteder med niveaufri indstigning og større busser, der kører på el eller biobrændstof. Det vil være til gavn for både rejsehastighed, økonomi og miljø, ligesom det vil tiltrække flere passagerer. På sigt vil BRT også kunne bruges til drift med førerløse busser.
I november 2020 fulgte Movia op med en rapport om at samle linje 400S, 400 og 40E i en BRT-linje mellem Lyngby st. og Ishøj st. De tre linjer følger Ring 4 og forlængelsen Motorring 4, der samlet fungerer som den yderste ringvej på tværs af Københavns fingre. Linjerne har forbindelse til S-tog på Lyngby st., Bagsværd st., Ballerup st. (400S og 400), Malmparken st. (40E), Høje Taastrup st. og Ishøj st. (400S og 400). Desuden vil der komme forbindelse til Hovedstadens Letbane i begge ender, når den åbner i forventet 2025. Linjerne kører i blandet trafik hele vejen og påvirkes af trængsel, især i myldretiderne men i Lautrupparken og ved Klausdalsbrovej også indimellem. Det vil kunne løses med BRT, så forsinkelser fjernes og køretiden mindskes. Desuden vil det kunne spille sammen med planlagt og potentiel byudvikling, især i Høje Taastrup og Lautrup.
I forhold til den nuværende linjeføring lægger rapporten op til flere ændringer. I Bagsværd kommer BRT-strækningen til at gå via kvarteret Værebroparken, der i dag kun betjenes perifert. I Ballerup følger strækningen linje 40E's nuværende forløb gennem erhvervs- og uddannelsesområdet Lautrupparken og forbi Malmparken st. Betjeningen af Ballerup st. overgår til andre linjer. Det skønnes at ca. 75 % af de påstigende på strækningen gennem Ballerup vil kunne bruge BRT-strækningen, blandt andet fordi S-togspassagerne stadig vil kunne skifte på Malmparken st. I det nordlige Høje Taastrup er strækningen lagt ad Helgeshøj Allé og Roskildevej, så der bliver bedre adgang til virksomheder og mulig byudvikling der. Syd for Høje Taastrup st. er strækningen ført ad Halland Boulevard og Skåne Boulevard, hvilket giver en bedre betjening af det centrale Høje Taastrup. Ved erhvervsområdet Broenge køres direkte ad Ishøj Stationsvej, hvilket giver en højere rejsehastighed. En anden linje må så overtage den lokale betjening af området. Linje 400S' nuværende strækning mellem Hundige st. og Ishøj st. og linje 40E's strækning mellem Lyngby og Skodsborg st. indgår ikke i BRT-strækningen.
Strækningen er så vidt muligt udformet som en afgrænset tracé med to kørebaner og prioritering i alle lyskryds. På det første stykke fra Lyngby st. ad Buddingevej og Engelsborgvej er der dog ikke plads til en BRT-tracé, så der køres i blandet trafik. Kørsel ad letbanens tracé på Buddingevej vil i givet fald kræve ændring af dette tracé. Fra omkring Christian IX's Allé ligger der BRT-tracé i siden af vejene. Ved Værebroparken skal der anlægges en ny bro over Hillerødmotorvejen ved siden af den eksisterende. På Lautrupparken ligger tracéet i midten af vejen, der udvides. Fra Malmparken ligger tracéet igen i siden. En tunnel bringer tracéet ind i midten af Motorring 4. Ved krydset med Holbækmotorvejen benyttes underføring og bro. Vest for motorvejskrydset anlægges en fly-over til Husby Allé. I Høje Taastrup ligger tracéet i siden af vejene med undtagelse af et kort stykke med blandet trafik syd for Høje Taastrup st. På Hveen Boulevard og resten af strækningen til Ishøj st. ligger tracéet i midten af vejene. Der skal anlægges nye broer mellem de eksisterende over Motorring 4 og Køge Bugt Motorvejen.
Strækningen får 29 stoppesteder, i rapporten kaldet stationer. Ved omlægningerne i Værebroparken, Høje Taastrup og Broenge bliver nogle af de eksisterende stoppesteder erstattet af stationer på de nye strækninger. I Lautrupparken bliver der stationer ved linje 40E's nuværende stoppesteder samt på Ballerup Boulevard ved Tempovej og ved en stitunnel under Motorring 4 ved Hedeparken. Der bliver ingen stationer mellem Hedeparken og Husby Allé. En station på Motorring 4 ved Vestskovvej var overvejet, men det blev for dyrt i forhold til potentialet. Stoppestedet ved Mosegårdsstien i Ishøj erstattes af en ny station ved Kærbo. Endelig vil enkelte stoppesteder på linje 400 blive sprunget over, og et par andre på Ring 4 vil blive lagt sammen til en station ved Bakkesvinget. Stationerne udformes med 42 m lange perroner, så der kan holde to ledbusser ved dem samtidig. Perronerne lægges som regel overfor hinanden og udstyres med ramper for at muliggøre niveaufri indstigning. Desuden opsættes der læskærme, bænke, hegn, rejsekortudstyr mv. Ved Ishøj st. og Høje Taastrup benyttes de eksisterende stationspladser.
Rapporten anslår at det vil koste 1,87 mia. kr. for de 33,4 km, der i givet fald skal ombygges til BRT. Det omfatter tracé, stationer, broanlæg og arealerhvervelser men er eksklusive materiel og ledningsomlægninger. Prisen svarer til 55,9 mio. kr. pr. km, hvilket er på niveau med sammenlignelige projekter. Der vil skulle inddrages ca. 41.000 m² fra private matrikler, primært erhvervsarealer i Høje Taastrup, Lautrupparken, langs Ring 4 og Vadstrupvej. På Vadstrupvej kan det også blive nødvendigt at rive to ejendomme ned. Derudover skal der inddrages 263 parkeringspladser langs Stenbjerggårds Allé, Bindeledet og Ring 4. Det anslås at den forbedrede regularitet og kortere køretider sammen med omlægningerne vil være med til at øge passagertallet fra 11.050 på hverdage på strækningen til 14.600-15.720. Der er ønsker om, at materiellet skal være elektriske busser. De kræver en højere kontraktbetaling til entreprenøren, men det opvejes næsten af den kortere køretid på linjen.

### Forundersøgelse og stationsnærhed
På baggrund af rapporten indgik Gladsaxe, Furesø, Herlev, Ballerup, Albertslund og Høje Taastrup Kommuner, Region Hovedstaden, Transportministeriet og Movia en politisk aftale om, at der skulle laves en forundersøgelse under ledelse af Vejdirektoratet. Forundersøgelsen omfatter en etape 1 i form af BRT på strækningen mellem Bagsværd st. og Høje Taastrup st. Blandt andet skal der ses på omlægningen ved Værebroparken, og om strækningen mellem Lautrupparken og Motorring 4 skal gå via Ballerup st. i stedet for Malmparken st. Strækningerne mellem Lyngby og Bagsværd og mellem Høje Taastrup og Ishøj kan eventuelt blive undersøgt som en mulig etape 2.
En forsøgsordning har desuden givet mulighed for, at op til tre BRT-strækninger kan få status af stationsnærhed i områderne ved op til tre stationer hver med følgende mulighed for mere intensivt byggeri. I den forbindelse ansøgte Gladsaxe, Ballerup og Høje Taastrup Kommuner i juni 2021 Bolig- og Planstyrelsen om stationsnærhed for seks stationer. Gladsaxe Kommune ønsker stationsnærhed ved Granvej, så man kan få dækket den den del af byomdannelsesområdet Bagsværd Bypark, der ligger udenfor kerneområdet for Bagsværd st. Ballerup Kommune ønsker stationsnærhed for Lautrupbjerg, Lautruphøj og Borupvang, der ligger efter hinanden i Lautrupparken. Tilsammen vil de kunne dække stort set hele området og muliggøre højere og tættere byggeri til både boliger og erhverv. Høje Taastrup Kommune ønsker stationsnærhed ved Husby Allé og Højvanggård. Det vil muliggøre kontorer og serviceerhverv i form af ombygninger ved Husby Allé og nybyggeri ved Højvanggård.

## Fakta
- Linjeføring
  - Lyngby st. - Buddingevej - Engelsborgvej - Bagsværdvej - Bindeleddet - Bagsværd st. - Vadstrupvej - Hillerødmotorvejen - Ring 4 - Ballerup Byvej - Hold-an Vej → Bydammen >(/< Hold-an Vej < Linde Alle <) - Ballerup st. - Linde Alle - Hold-an Vej - Sydbuen - Motorring 4 - Holbækmotorvejen - Hveen Boulevard - Helgeshøj Alle - Gregersensvej - Teknologisk Institut - Helgeshøj Alle - Halland Boulevard - Gadehavegårdsvej - Høje Taastrup Boulevard - Høje Taastrup st. - Blekinge Boulevard - Hveen Boulevard - Ishøj Stationsvej - Vejleåvej - Industribuen - Ishøj Stationsvej - Ishøj Boulevard - Stenbjerggårds Allé - Vejlebrovej - Ishøj st.[43]

- Overordnede linjevarianter
  - Lyngby st. - Ishøj st.[43]

- Materiel
  - 18 13,1 m-busser af typen Mercedes-Benz Citaro O530LE MÜ garageret hos Nobina, Glostrup.[44]

| År         | Entreprenør og garage   |
| ---------- | ----------------------- |
| 21-10-1990 | Busdivisionen, Ballerup |
| 1995       | Bus Danmark, Ballerup   |
| 02-06-1996 | Unibus, Avedøre         |
| 30-05-1999 | Arriva, Ballerup        |
| 16-03-2008 | Arriva, Gladsaxe        |
| 19-10-2008 | Concordia Bus, Glostrup |
| 01-12-2009 | Nobina, Glostrup        |

### Passagertal
Passagertal for linje 400S og 400 enkeltvis og samlet.
| Linje | 2021      | 2022      | 2023      | 2024      |
| ----- | --------- | --------- | --------- | --------- |
| 400S  | 1.400.334 | 1.731.172 | 1.809.390 | 1.901.288 |
| 400   | 0154.183  | 0181.624  | 0189.017  | 0181.320  |
| I alt | 1.554.517 | 1.912.796 | 1.998.407 | 2.082.608 |

1. ↑  Linje 400 blev indlemmet i linje 400S pr. 15. december 2024

## Kronologisk oversigt
Oversigten nedenfor omfatter permanente og længerevarende ændringer. Der er set bort fra ændringer af stoppesteder og kortvarige omlægninger ved vejarbejder, sportsbegivenheder og lignende.
| Dato                        | Hændelse |
| --------------------------- | --- |
| 21-10-1990                  | Linje 400S oprettes ad følgende rute: Lyngby st. - Buddingevej - Engelsborgvej - Bagsværdvej - Bindeleddet - Bagsværd st. - Bagsværd Hovedgade - Ring 4 - Ballerup Byvej - Hold-an Vej - Linde Alle - Ballerup st. - Linde Alle - Hold-an Vej - Sydbuen - Motorring 4 - Holbækmotorvejen - Hveen Boulevard - Helgeshøj Alle - Gregersensvej - Teknologisk Institut - Helgeshøj Alle - Halland Boulevard - Gadehavegårdsvej - Høje Taastrup Boulevard - Høje Taastrup st. - Blekinge Boulevard - Hveen Boulevard - Ishøj Stationsvej - Vejleåvej - Industribuen - Ishøj Stationsvej - Ishøj st. Linjen erstatter linje 154E, der nedlægges. |
| 26-09-1993                  | Forlænges fra Ishøj st. ad Vejlebrovej - Stenbjerggårds Alle - Ishøj Boulevard - Ishøj Søvej - Ishøj Parkvej - Godsvej - Hundige Centervej - Hundige Stationsvej til Hundige st. |
| 24-03-2002                  | Der indsættes 13,7 m-busser. |
| 20-03-2005                  | Nedlæggelse af stoppested på Sydbuen gør det muligt at køre til Høje Taastrup st. ad enten Ring 4 eller Ballerupvej - Ledøjevej - Snubbekorsvej. Ændringen skyldes forventet ekstra pres på Ring 4 som følge af ombygning af Motorring 3. |
| 22-10-2006                  | Erstattes om aftenen af ny linje 400. Den nye linje har næsten samme linjeføring men kører dog gennem området ved Magleparken. Desuden stoppes ved samtlige stoppesteder undervejs. Linjen erstatter i aftentimerne ligeledes linje 156 som indstilles, linje 165 som afkortes til Bagsværd st. og linje 167 som afkortes til Herlev Privatskole. |
| 04-02-2011 - 28-04-2011     | Omlægges i retning mod Lyngby st. ad Sengeløsevej - Snubbekorsvej - Ledøjevej - Østbakkevej - Ballerupvej - Hold-an-vej. Omlægningen skyldes frihøjdearbejde på motorvejsbroen ved Sydbuen. |
| 15-03-2011 - 19-10-2011     | Omlægges ad Halland Boulevard - Blekinge Boulevard på grund af renovering af busbroen over Høje Taastrup st. |
| 21-10-2012                  | Omlægges så der fremover køres Bagsværd st. - Vadstrupvej - Hillerødmotorvejen - Ring 4 mod førhen Bagsværd st. - Bagsværd Hovedgade - Ring 4. |
| 27-03-2016                  | Omlægges ad Ishøj Boulevard - Stenbjerggårds Allé i stedet for ad Ishøj Stationsvej - Vejlebrovej. |
| 09-10-2017 - 26-09-2018     | Busterminalen ved Ballerup st. ombygges, så stoppestedet her flyttes til Banegårdspladsen. Fra 20. august 2018 benyttes den ny busterminal i retning mod Hundige st. og fra 26. september 2018 i begge retninger. Til og fra Lyngby køres der ad Bydammen i stedet for ad Hold-an-vej. |
| 29-07-2019 - ca. 28-11-2019 | Omlægges ad Bydammen til og fra Hundige st. i stedet for ad Linde Allé. Omlægningen skyldes anlæg af vandrør. |
| 08-10-2019 - ca. 24-04-2020 | Omlægges i retning mod Lyngby st. ad Skåne Boulevard - Halland Boulevard - Gadehavegårdsvej - Høje Taastrup Boulevard. Kørslen ad Skåne Boulevard ændres 18. december 2019, så der køres via City 2's sydindgang. Kørslen ad Gadehavegårdsvej ændres til Blekinge Boulevard - Banestrøget 10. februar 2020 eller tidligere. Omlægningerne skyldes etablering af den nye bydel Høje Taastrup C og ombygning af Blekinge Boulevard til Bornholms Allé. Efter ombygningen køres ad Hveen Boulevard - Bornholms Allé i begge retninger. |
| 01-10-2021 - 06-07-2022     | Omlægges ad Godsvej - Anders Plougs Allé - Over Bølgen til midlertidig endestation ved Waves. Omlægningen skyldes ombygning af Hundige st. og opførelse af boliger. |
| ??-06-2022 - forår 2023     | Omlægges ad Lyngby Torv ved udkørsel fra Lyngby st. mod Hundige st. Omlægningen skyldes letbanearbejde. |
| 15-12-2024                  | Linje 400 nedlægges og erstattes af linje 400S, der også kommer til at køre om aftenen. Samtidig afkortes linjen fra Hundige st. til Ishøj st. |
| 29-06-2025                  | Der indføres drift nat efter fredag og lørdag. |